# Acalypha gracilens
Acalypha gracilens là một loài thực vật có hoa trong họ Đại kích. Loài này được A.Gray mô tả khoa học đầu tiên năm 1848.

## Hình ảnh

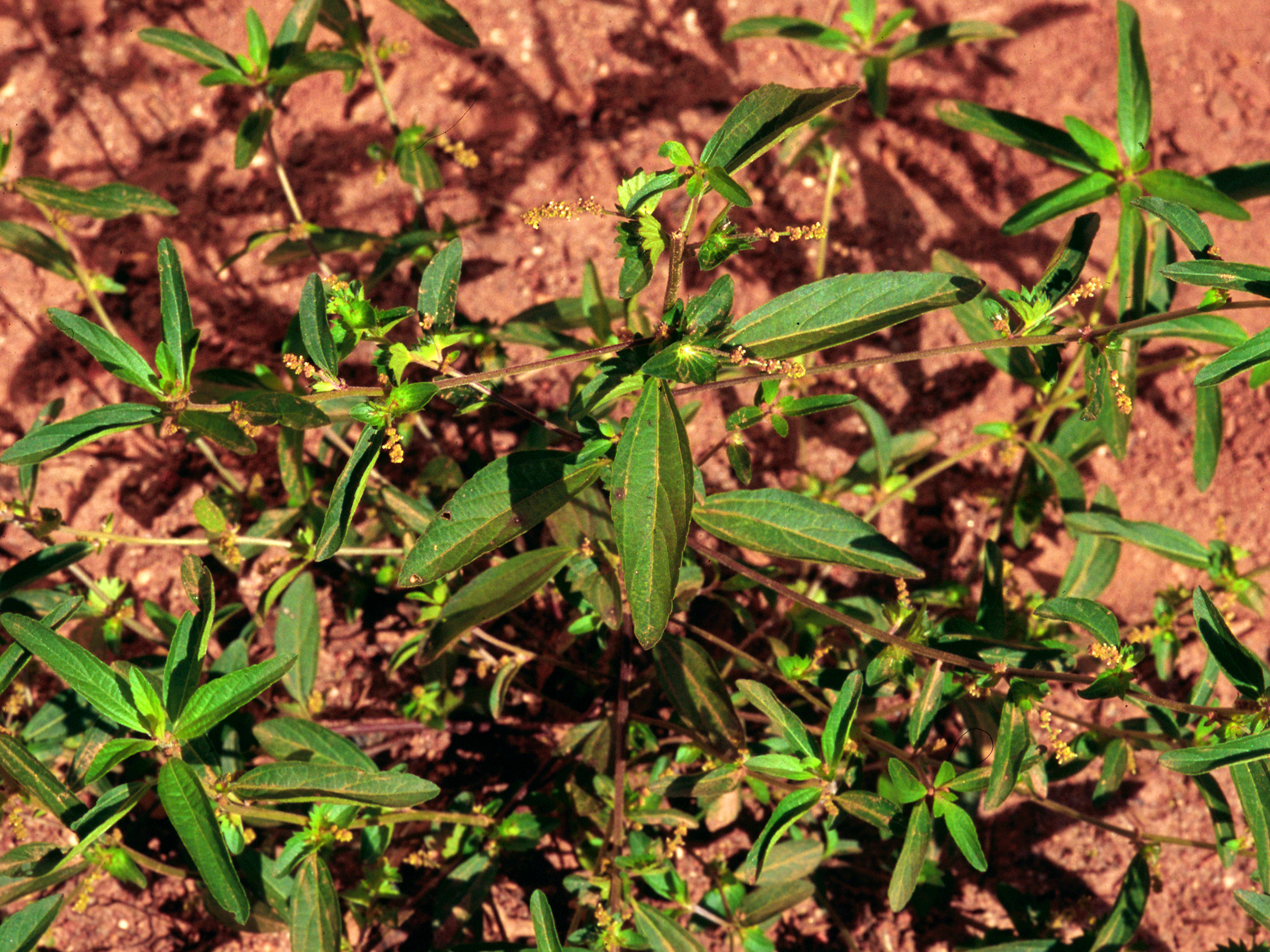
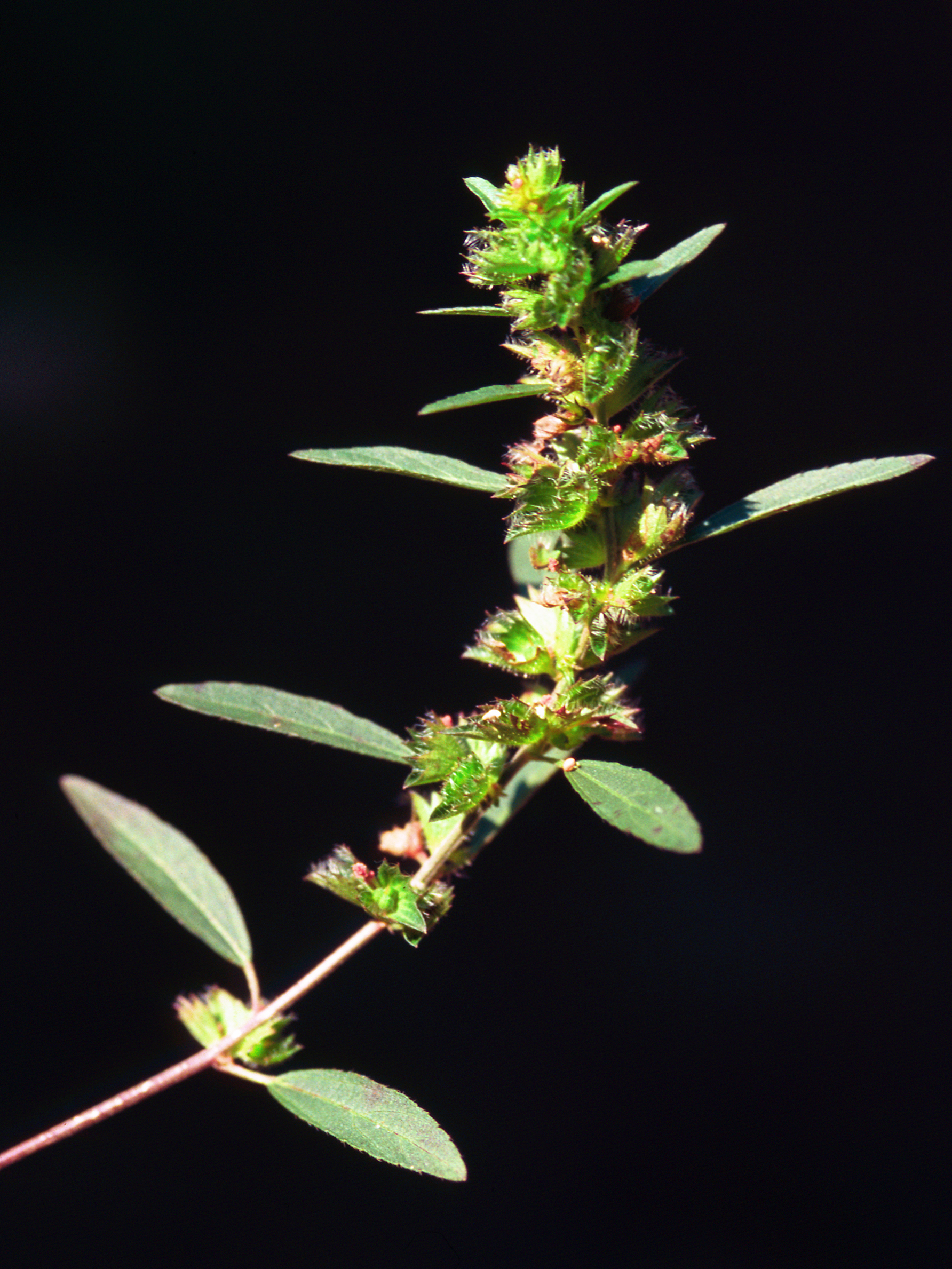
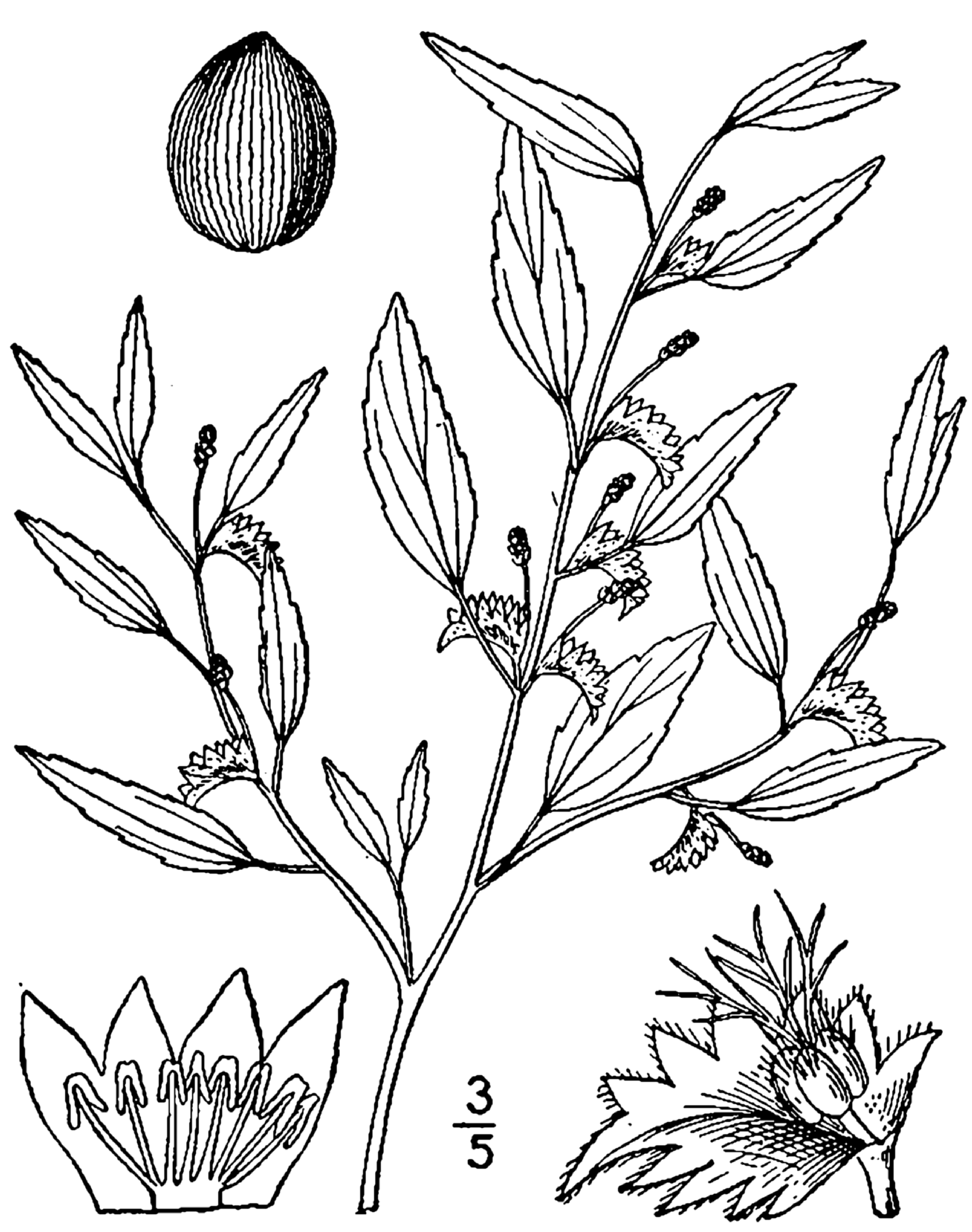